# Northrop BTT

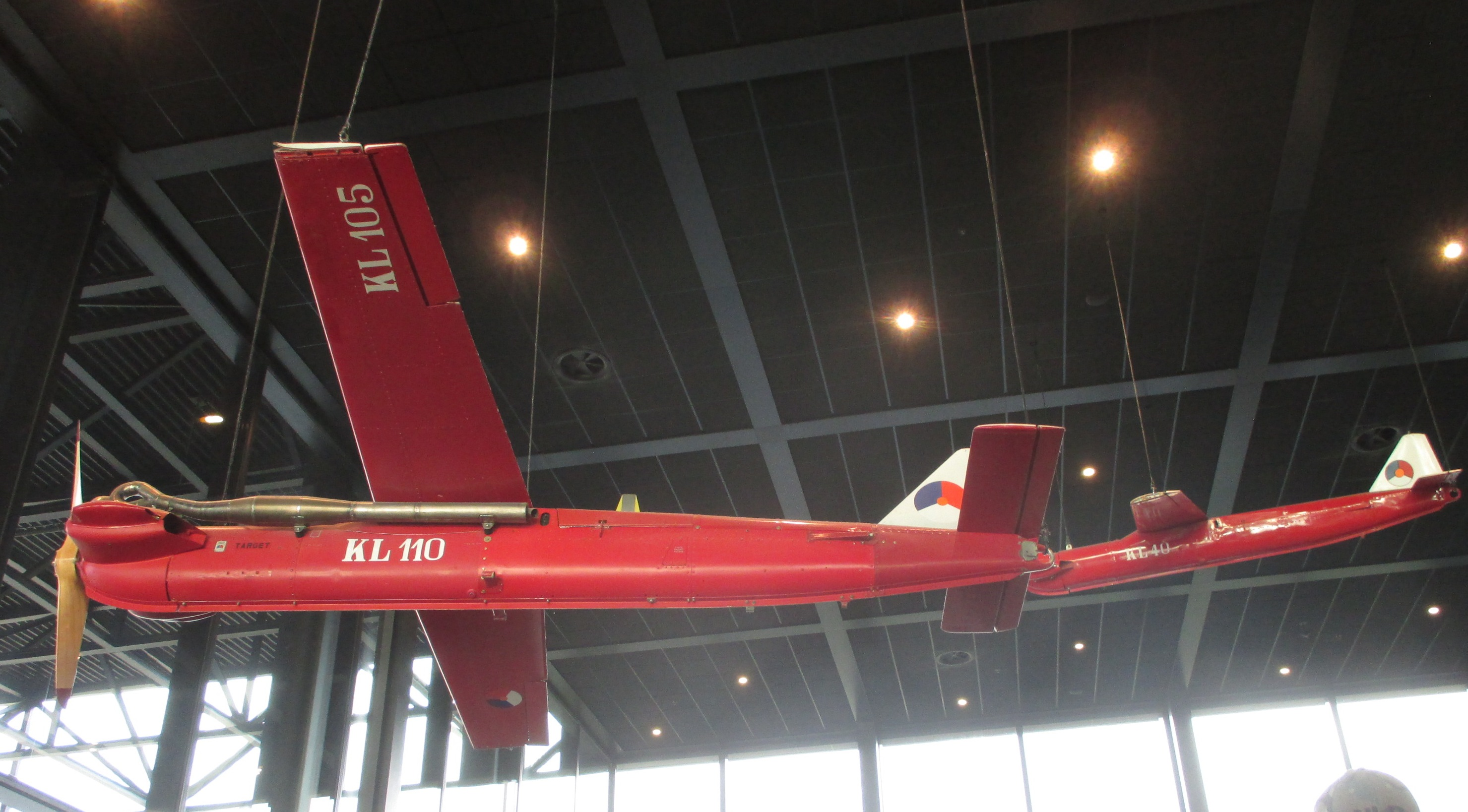
Doelvliegtuig Northrop KD2R-5 - Nationaal Militair Museum, Soesterberg

De Northrop BTT is een radiografisch bestuurd onbemand doelvliegtuig dat gebruikt werd voor grond-luchtschietoefeningen. Het werd ook gebruikt als oefendoel voor luchtdoelraketten zoals de Seacat, Tigercat, Redeye, Blowpipe, Sparrow, Chaparral, Hawk, Sidewinder en Nike.

## Geschiedenis
Tijdens de Tweede Wereldoorlog leverde de firma Radioplane Company in Van Nuys:p110 (Los Angeles) ca. 15.000 exemplaren van verschillende varianten van hun radiografisch bestuurde doelvliegtuig RP-2 aan de USAAF. Bij de USAAF werden de verschillende varianten OQ-2 t/m OQ-14 genoemd.
Na de oorlog ontwikkelde het bedrijf een nieuwe serie zeer succesvolle radiografisch bestuurde doelvliegtuigen met zuigermotor, de Radioplane RP-71, die algemener bekend is als de Basic Training Target- of BTT-serie (hoewel de aanduiding BTT pas vanaf de jaren 80 gebruikt werd). Hij was groter dan zijn directe voorganger de RP-5A. Varianten van de BTT waren onder verschillende benamingen in gebruik, zoals OQ-19A t/m OQ-19D bij de US Army, als KD2R Quail en WS-426/2 bij de US Navy en WS-462/2 bij de US Air Force.
De Radioplane Company werd in 1952 overgenomen door Northrop.

## Beschrijving en werking
Het toestel is een metalen hoogdekker:p274 (de eerste modellen hadden een aluminium romp en houten vleugels, maar al snel werden ook de vleugels van aluminium gemaakt). Het heeft geen richtingsroer, maar wordt gestuurd m.b.v. de rolroeren.:p274
Het toestel is opgebouwd uit modules, wat het onderhoud en reparatie vereenvoudigt. De romp bestaat uit 4 modules, van voor naar achter: de motor, de benzinetank van 40 liter, het valscherm en de besturingselektronica.:p274 Het toerental van de motor kan niet geregeld worden, en de motor is niet voorzien van een geluiddemper.:p274
De motor wordt gestart met behulp van een RPES-1-startkarretje, met een elektrische startmotor die vooraan tegen de propeller geplaatst wordt.:p274 Daarna wordt het toerental ingesteld voor een kruissnelheid. Het toerental kan tijdens de vlucht niet meer gewijzigd worden.:p274
De startsnelheid is 130 km/h (85 mph).:p274
Het toestel startte vanaf een Radioplane A-7-lanceeraffuit:p274 met behulp van een hulpstuwmotor of boosterraket (RATO) die het toestel in 0,6 s op vliegsnelheid bracht.
Of met behulp van een Radioplane A-2 rotary launcher, een 10 m brede verharde baan met een buitendiameter van 100 m, met in het midden een paal (‘pilon’). Het vliegtuig werd op een 3-wielig lanceerwagentje (‘launch trolley’) geplaatst dat met een kabel vastgemaakt was aan de paal. Om op te stijgen reed het toestel een aantal rondjes en werd bij voldoende snelheid gelanceerd. De sleepschijf zat bij het starten al vast aan het toestel en was aan de pilon bevestigd en kwam los bij het opstijgen.
Het vliegtuig wordt radiografisch bestuurd via een UHF-radiostuurzender met een vermogen van 35 W. Het vliegt ongeveer een uur waarbij op een sleepzak wordt geschoten en landt met een snelheid van 7 m/s aan een parachute van 80 m².:p274
In plaats van een sleepzak werd het toestel zelf, vooral in de VS, ook wel als doelwit gebruikt, waarbij het slechts eenmalig bruikbaar was.

## Specificaties
| Type             | OQ-19D:p274                                     | KD2R-5                                          |
| ---------------- | ----------------------------------------------- | ----------------------------------------------- |
| Eerste vlucht    | 1945                                            | 1947                                            |
| Lengte           | 3,73 m                                          | 3,85 m                                          |
| Hoogte           | 0,79 m                                          | 0,76 m                                          |
| Spanwijdte       | 3,48 m                                          | 3,50 m                                          |
| Vleugeloppervlak |                                                 | 1,74 m                                          |
| Lege massa       | 115 kg                                          | 123 kg                                          |
| Startmassa       | 160 kg                                          | 170 kg                                          |
| Motor            | McCullogh O-100-2                               | McCullogh O-100-3                               |
| Motortype        | 4 cilinder boxermotor                           | 4 cilinder boxermotor                           |
| Cilinderinhoud   | 1.600 cc                                        | 1.628 cc                                        |
| Brandstof        | 2-takt mengsmering Avgas 100 LL                 | 2-takt mengsmering Avgas 115 LL                 |
| Tankinhoud       | 40 ltr                                          | 40 ltr                                          |
| Verbruik         |                                                 | ±37 liter/uur                                   |
| Propeller        | tweebladige houten propeller ø 1,12 m (44 inch) | tweebladige houten propeller ø 1,12 m (44 inch) |
| Vermogen         | 72 pk                                           | 92 pk bij 3200 rpm                              |
| Kruissnelheid    |                                                 | 350-370 km/h 250 km/h met sleep                 |
| Klimsnelheid     |                                                 | 17,8 m/s (3.500 ft/min)                         |
| Bereik           |                                                 | > 100 km                                        |
| Dienstplafond    |                                                 | 7.000 m                                         |
| Vlieghoogte      | 160-350 m                                       | 160-350 m                                       |

## Varianten (selectie)

### OQ-19 (MQM-33)
De OQ-19 was de versie die in gebruik was bij de US Army. Deze werd aangedreven door een tweetakt McCulloch O-100-2 zuigermotor met 72 pk (53 kW).:p274
De OQ-19 was voorzien van een AN/ARW-26AY ontvanger, en werd bestuurd met een AN/URW-3 zendinstallatie. De OQ-19A werd geproduceerd vanaf 1946, en de OQ-19D vanaf 1950.:p274
In 1963, toen het Amerikaanse leger een gestandaardiseerd aanduidingssysteem invoerde, kregen de nog in gebruik zijnde OQ-19-B’s en D’s in de VS nieuwe namen, resp. MQM-33A en MQM-33B.

### KD2R (MQM-36 Shelduck)
De KD2R ‘Quail’ (Nederlands: kwartel) was de versie die door de US Navy werd gebruikt. De laatste variant uit deze serie was de KD2R-5. Die werd in 1946 ontworpen, en de eerste vlucht was in 1947. Hij kwam halverwege de jaren 50 bij de US Navy in dienst. De KD2R-5 was voorzien van een AN/ARW-79-ontvanger en werd aangedreven door een McCulloch O-100-3-tweetakt-zuigermotor van 92 pk (69 kW). Het toestel kon worden voorzien van radarreflectoren aan de vleugeltippen om beter zichtbaar te zijn op radarsystemen.
De KD2R-5 kreeg in 1963 in de VS de nieuwe naam MQM-36 ‘Shelduck’ (Nederlands: bergeend).

### SD-1 (MQM-57 Falconer)

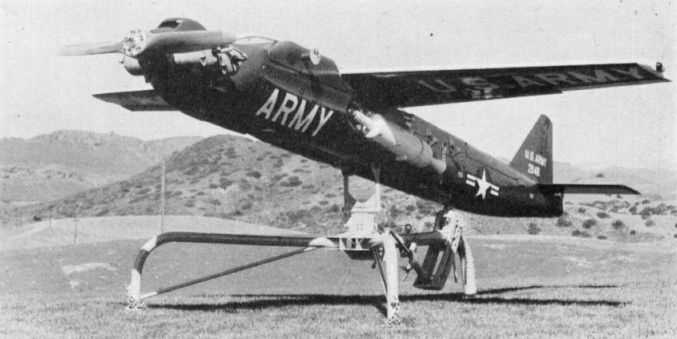
MQM-57A Falconer (1965)

Northrop bouwde ook een verkenningsversie, die de fabrieksaanduiding RP-71 kreeg. Dit toestel werd door de US Army in gebruik genomen als SD-1 Observer. Hij kreeg in 1963 in de VS de nieuwe naam MQM-57 Falconer (Nederlands: valkenier). Het toestel was bestemd voor gevechtsveldverkenning en vloog voor het eerst in 1955. Het toestel had een wat langere en hoekiger romp dan de doelvliegtuigen. Het was voorzien van een automatische piloot, met een radio-control-systeem als back-up. Het kon camera's meevoeren en verlichtingsfakkels voor nachtverkenningen. De apparatuur werd geladen door een opening in een verhoging op de romp boven de vleugels. Onder in de romp zat een raam waarachter de camera geplaatst werd. De toestellen waren geheel legergroen. Ondanks een zeer beperkte vliegtijd van ca. 30 minuten werden er 1455 van gebouwd voor verschillende luchtmachten (waaronder het Britse leger), die tot in de jaren 70 in dienst bleven.

## België
Na de Tweede Wereldoorlog waren beide regimenten van de Groupe Territorial Anti Aérien (GTA) /Territoriale Wacht voor Luchtafweer (TWL) gelegerd in Lombardsijde. Het Centre d’Artillerie Antiaérienne (CAA),:p271 later Luchtdoelartillerieschool genoemd, verhuisde er in 1951 naartoe.:p271 In juli 1953 werd het Radio Controlled Aerial Target Detachment (BCATD) opgericht, voor de ingebruikname van de 24 aangekochte OQ-19D drones.:p271
Het BCATD bestond initieel uit 6 militairen en heette vanaf 1957 Detachement Schietschijfvliegtuigen. In 1960 bestond het detachement uit 26 militairen, waarvan een deel begin 1960 in Nederland instructie gaf over de drone aan Nederlandse militairen en aan burgers van de firma Schreiner.:p273
De toestellen hadden een felrode romp met witte vleugels, en trokken een 4 m lang doelwit (de ‘mouw’) aan een kabel van ca. 100 m. Ze vlogen op een hoogte van 100-200 m, en op een afstand van 800 m van de schietpunten op het strand.:p274
In de jaren 70 werden de Belgische OQ-19D’s vervangen door het nieuwste model KD2R-5, dat tot ca. 1995 in gebruik bleef.:p277 In 2002 werden de resterende toestellen verkocht.:p277

## Nederland
In 1955 kocht het Ministerie van Defensie 24 Northrop OQ-19D’s voor 14.000 gulden per stuk. Deze werden geleverd vanaf maart 1960. De exploitatie werd uitbesteed aan de civiele firma Schreiner Air Targets Service (SATS). Omdat men in Nederland geen ervaring had met het vliegen van dit soort vliegtuigen gaven 14 Belgische militairen van het Detachement Schietschijfvliegtuigen uit Lombardsijde-Bad van januari t/m 1960 instructie over het werken met de drone aan Nederlandse militairen en aan burgers van fa. Schreiner.:p273 De eerste vlucht vond plaats vanaf Botgat op 6 januari 1960 met een Belgische OQ-19D.
De toestellen hadden een felrode romp met witte vleugels, en waren voorzien van Nederlandse luchtmachtrozetten. Ze werden gebruikt op de schietterreinen Botgat en Falga van het Luchtdoelartillerieschietkamp. Ze sleepten een oranje-wit gestreepte vlakke rechthoekige doelvlag van 1 m hoog en ca. 4 m lang aan een ca. 200 m lange kabel.
Later werden de doelvlaggen voorzien van radarreflecterende stroken. De eerste schietoefening was op 7 mei 1960 voor de 15e Afdeling Lichte Luchtdoelartillerie.
De Northrops werden tot 2005 gebruikt voor het oefenen in het schieten op luchtdoelen met kanonsystemen en met machinegeweren. Zowel voor luchtdoelartillerie eenheden van Land- en Luchtmacht, als voor andere eenheden, ter beoefening van luchtnabijbeveiligng.
Vanaf marineschepen werd het toestel vanaf het heliplatform gelanceerd vanaf een Radioplane A-7-lanceeraffuit met RATO.
Begin jaren 60 werd op het Botgat een cirkelvormige startbaan (Radioplane A-2 rotary launcher) gebouwd die de tot dan gebruikte lanceerbaan verving.
Na het opstijgen vloog het toestel op een afstand van ca. 800 m van de schietpunten patronen boven het strand waarbij door meerdere wapens tegelijk op de sleepzak geschoten werd. Na ongeveer een uur landde het toestel aan een parachute in de duinen of in zee, waarna het werd geborgen en gereedgemaakt voor een volgende vlucht.
Begin jaren 70 werden de OQ-19D vliegtuigen vervangen door de verbeterde KD2R-5 versie met zwaardere motor. Deze kostten 70.000 gulden per stuk..
Rond 1987 werd de Miss Distance Indicator (MDI) ingevoerd, waarmee de afstand waarop de projectielen het doel passeerden werd geregistreerd. De MDI zat in een metalen behuizing voor de sleepschijf.
Rond 1996 begon Schreiner te experimenteren met uitlaten die het geluid dempten. Vanaf 1999 vlogen alle toestellen met titanium uitlaten. In totaal beschikte Schreiner over 20 uitlaten die hergebruikt werden.
In 1998 werden voor het LUASK twee mobiele lanceerinstallaties MC-93H-1 van de Finse fabrikant Robonic. aangeschaft, die waren gemonteerd op een Mercedes-Benz 1124 vrachtwagen.
In 1999 stopte men met het gebruik van de cirkelvormige startbaan (Radioplane A-2 rotary launcher) op het Botgat, en werden alleen de mobiele lanceerinstallaties nog gebruikt. Voor de berging van de doelvliegtuigen kreeg het LUASK twee aangepaste MB 290 GD’s met een vlakke laadvloer met kraan, en twee aanhangwagens voor het transsport van de doelvliegtuigen.
Robonic MC-93H-15 lanceerinstallatie
- Massa : 10.000 kg
- Voortstuwing : pneumatisch (stikstof)
- Acceleratie afstand : 11 m
- Lanceersnelheid : 40-45 m/s (150-160 km/h)
- Acceleratie : 6½ - 13 g
- Max. lanceervermogen : +/− 1300 kW

## Gebruikers
De Northrop BTT was bij de strijdkrachten van ten minste 18 landen in gebruik, waaronder de Verenigde Staten, het Verenigd Koninkrijk, Australië, Zweden, Finland, België en Nederland.
In Zweden werd het toestel RB 03 genoemd, in Finland Male 82, wat staat voor maalilennokki 82 (Nederlands: doelvliegtuig 82).

## Exemplaren in musea

### Nederland
Vanwege het hoge aantal gebouwde exemplaren zijn er veel exemplaren bewaard gebleven, zowel in museums als privé.
In het Nationaal Militair Museum (NMM) in Soesterberg zijn twee exemplaren KD2R-5 te zien:
- KL-40[25]
- KL-110[24]

Ook de Historische Collectie Grondgebonden Luchtverdediging in Vredepeel en het Luchtvaart- & Oorlogsmuseum Texel in De Cocksdorp. heben twee exemplaren.
Het Luchtoorlogmuseum Fort Veldhuis in Heemskerk en de Traditiekamer MLD op De Kooy hebben een exemplaar.

Originele OQ-19 bij het Aviation Unmanned Vehicle Museum in Caddo Mills (TX), Verenigde Staten
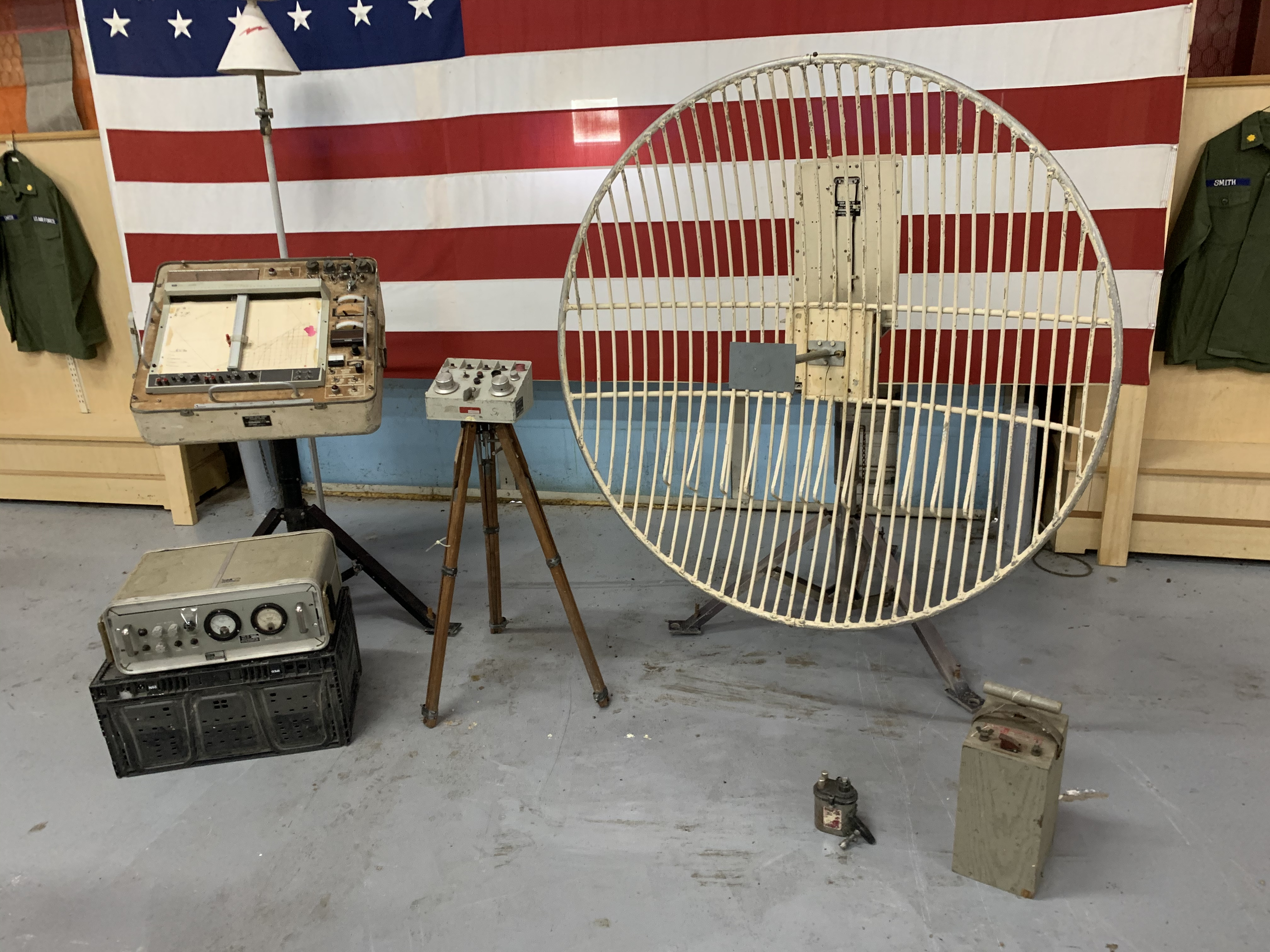
Communicatie apparatuur voor de BTT het Aviation Unmanned Vehicle Museum in Caddo Mills (TX), Verenigde Staten
KD2R in het Aviation Unmanned Vehicle Museum in Caddo Mills (TX), Verenigde Staten
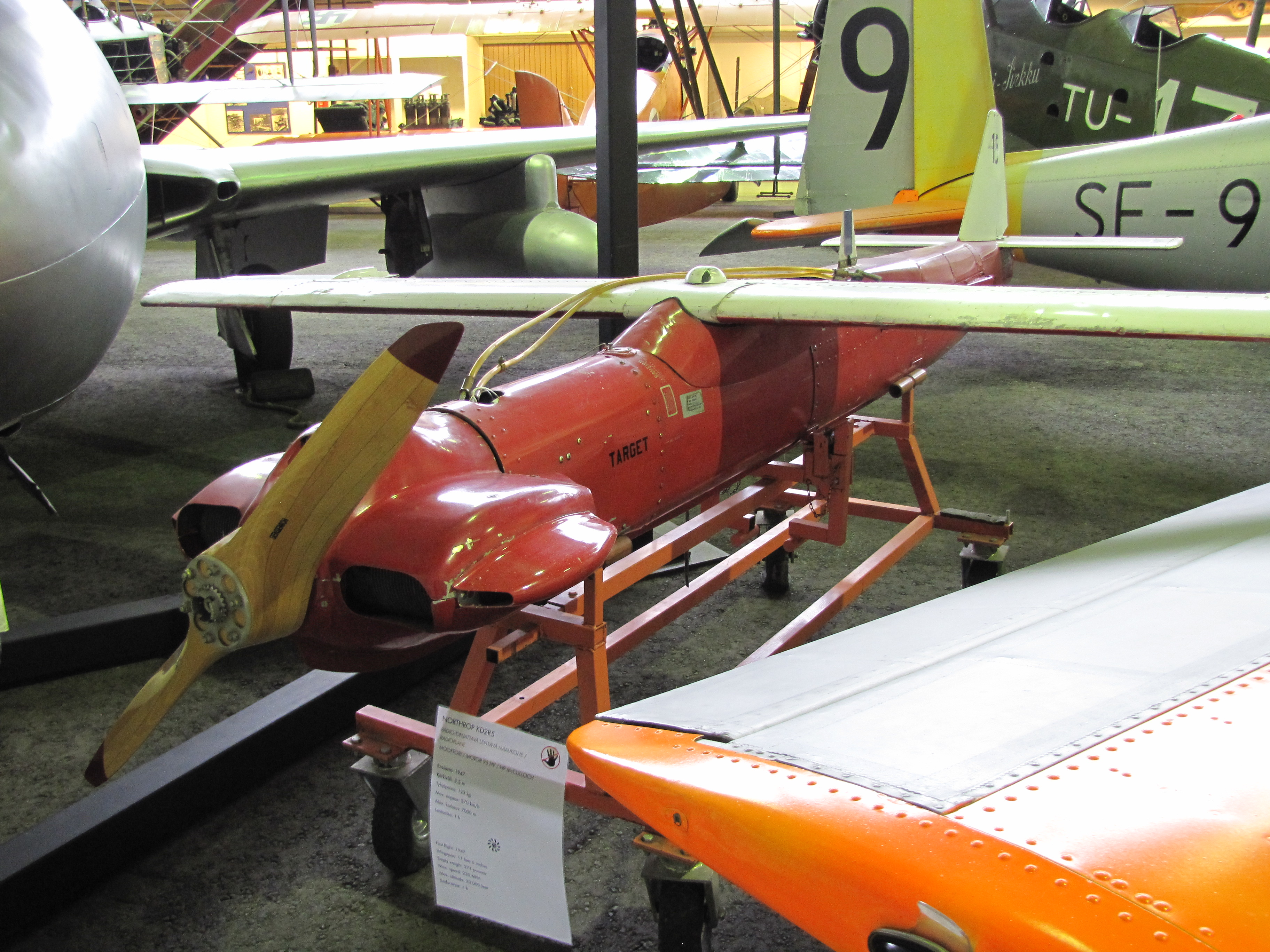
Northrop KD2R-5
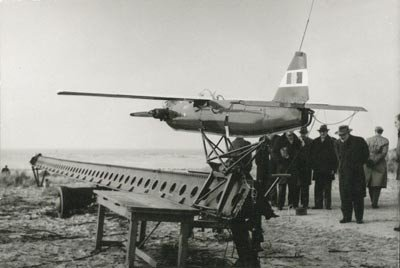
Belgische OQ-19D op A-7 lanceeraffuit op Falga (1960)
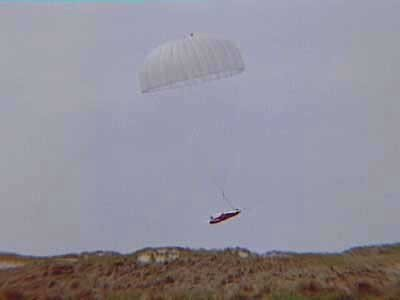
KD2R-5 landt aan parachte op Botgat
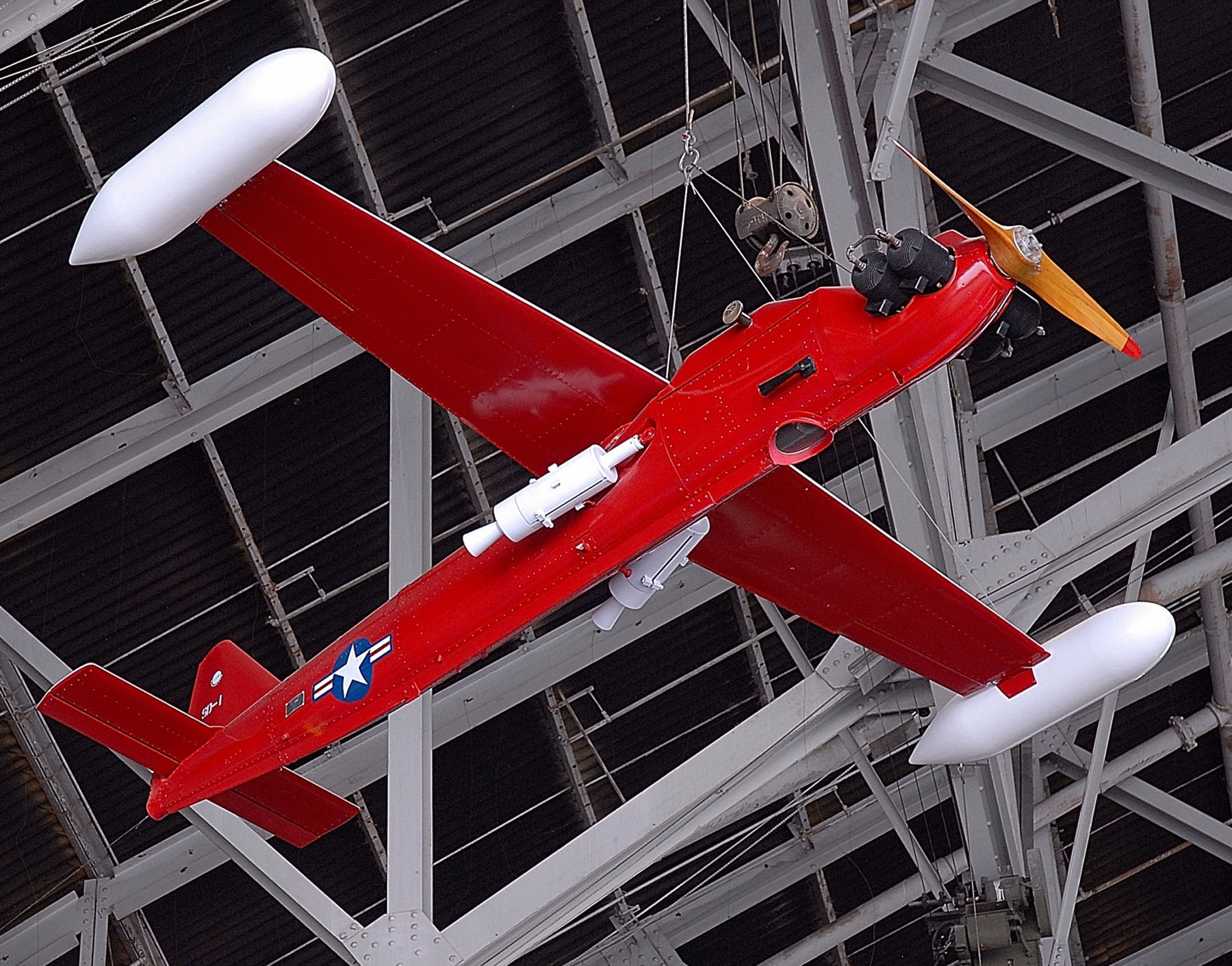
MQM-57A Falconer